# Tanaecia pratyeka
Tanaecia pratyeka är en fjärilsart som beskrevs av Hans Fruhstorfer 1913. Tanaecia pratyeka ingår i släktet Tanaecia och familjen praktfjärilar. Inga underarter finns listade i Catalogue of Life.